# Ministerio de Cultura y Juventud (Costa Rica)
El Ministerio de Cultura y Juventud de Costa Rica (MCJ) es el ministerio del gobierno de Costa Rica encargado de definir y dirigir la política nacional de cultura y juventud, así como fomentar y preservar la pluralidad y diversidad cultural, y facilitar la participación de todos los sectores sociales en los procesos de desarrollo cultural y artístico, sin distingos de género, grupo étnico y ubicación geográfica. Su actual titular es Sylvie Durán Salvatierra.

## Historia
La creación del Ministerio de Cultura y Juventud se remonta a la Junta Fundadora de la Segunda República, en 1948, cuando Isacc Felipe Azofeifa Bolaños, Daniel Oduber Quirós y Carlos Monge Alfaro presentaron una propuesta a la Junta, presidida por José María Figueres Ferrer, para la creación de un Instituto Nacional de Bellas Artes, más la propuesta no tuvo éxito. Posteriormente, en 1963, Alberto Cañas Escalante propone al gobierno de Francisco Orlich Bolmarcich la creación de un organismo adscrito al Ministerio de Educación Pública encargado de atender las necesidades de aprendizaje y desarrollo cultural de Costa Rica. 
Posteriormente, en 1970, Cañas presenta un proyecto para la creación de un Ministerio de Cultura, más este proyecto es rechazado por la Asamblea Legislativa en febrero del mismo año. Seguidamente, Cañas, con la ayuda de Fernando Volio Jiménez y el apoyo de José Figueres, redacta un nuevo proyecto para la creación del Ministerio de Cultura, Juventud y Deportes.
El 5 de julio de 1971, mediante la Ley n.° 4788, se crea el Ministerio de Cultura, Juventud y Deportes (MCJD), trasladándose sus competencias del Ministerio de Educación Pública al ministerio recién creado. Mediante su creación, se le ajuntaron al Ministerio diversas dependencias, entre ellas: la Biblioteca Nacional, el Teatro Nacional, la Compañía Nacional de Teatro, la Editorial Costa Rica, la Orquesta Sinfónica Nacional y el Museo Nacional, entre otras, así como los Premios Nacionales Magón, Aquileo J. Echeverría y Joaquín García Monge.
En 1992, el edificio de la Fábrica Nacional de Licores (FANAL), ubicado en el distrito de Carmen, en el cantón de San José, comienza a servir como sede principal del Ministerio, lo que conllevó a una remodelación del centro que permitió también al lugar servir como sede del Museo de Arte y Diseño Contemporáneo, el Teatro FANAL, el Teatro 1887, la Compañía Nacional de Danza, el Centro de Patrimonio Histórico Cultural, la Dirección de Museos, el Colegio de Costa Rica y un Anfiteatro. Gracias a ello, el inmueble adquiere el nombre de Centro Nacional de la Cultura (CENAC).
Posteriormente, el 31 de enero de 2007, se excluye de la estructura del Ministerio la cartera de deportes, que pasa a manos del Instituto Costarricense del Deporte y la Recreación (ICODER), modificando de esta forma el nombre del ministerio al de Ministerio de Cultura y Juventud (MCJ).

## Funciones
El Ministerio de Cultura y Juventud de Costa Rica tiene, entre algunas de sus funciones, las siguientes:
- Promover e incentivar la producción y difusión cultural y artística en sus diversas manifestaciones a nivel nacional, regional y comunal con la finalidad de estimular y apoyar a los creadores, grupos artísticos, organizaciones culturales y comunidad en general.
- Rescatar, conservar, proteger y divulgar el respeto por nuestro patrimonio arquitectónico, documental, bibliográfico, arqueológico, natural e intangible.
- Crear espacios y oportunidades que incrementen la participación de la juventud, sin distingos de género, en todos los ámbitos de la vida nacional.

## Estructura
El Ministerio de Cultura y Juventud de Costa Rica se estructura en los siguientes órganos y dependencias:
- La Dirección de Cultura.
  - Departamento de Fomento Artístico Cultural.
  - Departamento de Publicaciones.
  - Departamento de Promoción Cultural Regional.
- La Dirección del Sistema Nacional de Bibliotecas.
  - Departamento de Bibliotecas Nacionales.
  - Departamento de Bibliotecas Públicas.
- La Dirección del Centro de Producción Artística y Cultural.
- La Dirección del Centro de Investigación y Conservación Patrimonio Cultural.
- La Dirección de Bandas.
- La Dirección Administrativa Financiera.
  - Departamento de Recursos Humanos.
  - Departamento Financiero Contable.
  - Departamento de Proveeduría.
  - Departamento de Servicios Generales

Además cuenta con los siguientes órganos dependientes:
- El Consejo Nacional de la Política de la Persona Joven (CPJ).
- El Sistema Nacional de Bibliotecas (SINABI).
- El Centro Costarricense de Producción Cinematográfica.
- El Archivo Nacional.
- El Sistema Nacional de Educación Musical (SINEM).
- El Centro Nacional de la Música.
- El Teatro Nacional de Costa Rica.
- El Teatro Popular Melico Salazar.
- El Museo Nacional de Costa Rica.
- El Museo de Arte Costarricense.
- El Museo de Arte y Diseño Contemporáneo.
- El Museo Histórico Cultural Juan Santamaría.
- El Centro Cultural e Histórico José Figueres Ferrer.